# John Maro Rodríguez
John Maro Rodríguez Flórez (6 de noviembre de 1960) es un periodista y político colombiano. Fue alcalde de Cali entre 2001 y 2004. Es un reconocido periodista radial en la ciudad de Cali.

## Trayectoria política
Rodríguez era un periodista radial de Radio Calidad, reconocido principalmente por sus denuncias sobre la corrupción política de la ciudad. Desde su programa radial fue también partícipe de la promoción de ayudas sociales a personas desfavorecidas de la sociedad, lo cual lo convirtió un personaje popular de la ciudad. Tras 12 años de dirigir el programa Noticias de Calidad, Rodríguez lanzó su candidatura del Partido Liberal en julio del 2000, ocupando rápidamente los primeros lugares en las encuestas previas a las elecciones. En las elecciones locales del 2000, Rodríguez fue elegido como alcalde con un total de 174.252 votos, convirtiéndose en el primer alcalde electo en Cali por el Partido Liberal.
Tras finalizar su periodo como alcalde de la ciudad, Rodríguez ha enfrentado 5 juicios y más de 290 procesos judiciales. En 2013 la Corte Suprema de Justicia lo condenó a cuatro años prisión domiciliaria por celebración indebida de contratos durante su gestión como alcalde.